# La ciudad quemada
La ciudad quemada (en catalán: La ciutat cremada) es una película española de 1976, dirigida por Antoni Ribas, protagonizada por Xabier Elorriaga, Francisco Casares, Ángela Molina, Pau Garsaball, Jeannine Mestre y Adolfo Marsillach en los papeles principales.

## Argumento
Narra los avatares sucedidos en Barcelona desde el desastre de Cuba hasta la Semana Trágica, es decir, aproximadamente desde 1899 hasta 1909, por medio de los sucesos acaecidos a una familia de la ciudad.

## Premios
32.ª edición de las Medallas del Círculo de Escritores Cinematográficos
| Categoría        | Candidato             | Resultado |
| ---------------- | --------------------- | --------- |
| Mejor actor      | Xabier Elorriaga      | Ganador   |
| Mejor música     | Manuel Valls i Gorina | Ganador   |
| Mejor decoración | Jordi Berenguer       | Ganador   |

- La película obtuvo el Premio especial del Jurado del Festival Internacional de Cine de Montreal.